# 右胸心
右胸心（うきょうしん、英: Dextrocardia）または右心症とは、心臓の胸腔内での位置の分類の一種であり、心臓の大部分が右胸腔に位置している状態を指す。

## 概要
心臓の位置・方向は胸郭内での位置と心基部・心尖部の軸方向により右胸心、正中心または中間位心 (Mesocardia)、左胸心(Levocardia) に分類され、右胸心は心尖部が右側を向いている状態である。発生頻度は概ね12000人に1人の割合である。
右胸心は以下の通りに分類される。
- 孤立性右胸心（英: isolated dextrocardia）
- 鏡像型右胸心（英: dextrocardia situs inversus）
- 内臓錯位（英: situs ambiguus）に伴う右胸心

## 孤立性右胸心
孤立性右胸心は、心臓が胸郭内で通常より右側に位置しているが、その他の内臓位置異常を伴わない状態である。この場合、複雑心奇形や、肺低形成（英: pulmonary hypoplasia）などその他の関連臓器の形成異常を合併することが多い。

## 鏡像型右胸心
鏡像型右胸心では、心臓は右胸郭内に正常心と鏡像をなすように位置している。この時他の全ての腹部臓器も通常の場合と反転した位置関係にある（完全内臓逆位）。
孤立性右胸心と比較すれば心疾患の合併は少ないが、それでもなお通常の場合と比べ先天性心疾患（両大血管右室起始症、房室中隔欠損症、肺動脈弁閉鎖症など）や、その他呼吸器系、食道や腸管の合併疾患を伴うことが多く、特に心血管系や呼吸器系の合併疾患は放置されれば場合によっては致命的になり得る。
また、カルタゲナー症候群は鏡像型右胸心の患者に合併することが多く、主要臓器の位置の反転とともに、男性不妊症を伴うことがあり、現在もこの用語は、上・下気道の慢性感染症を主徴とする原発性線毛運動不全症のうち、内臓逆位を伴う症例をまとめて指し示すときに、しばしば用いられている。

## 診断
右胸心の診断は、心電図や胸部X線撮影などの画像診断によってなされる。胸部X線撮影を行えば診断は容易であるが、心電図のみでも鑑別は可能である。例えば極端な右軸偏位により正常と全く逆の電気軸になるとともに左側胸部誘導でV5、V6においてR波高が減少する場合、右胸心が疑われる。

## 電極の付け間違いによる見かけの右胸心
12誘導心電図の電極を患者に装着する際に不注意により電極の位置を間違えると、誘導の位置が入れ替わることにより、患者には何ら解剖学的異常が無いにもかかわらず見かけ上右胸心様の心電図が得られる（technical dextrocardia）。心電図は極度の軸偏位を示すことが多い。

## 右胸心の心電図記録・除細動
右胸心患者の心電図を記録する場合は、まず通常の肢誘導（I、II、III、aVR、aVL、aVF）と胸部誘導（V1〜V6）で12誘導の心電図を記録する。次いでV3、V4、V5、V6を右胸部の左右対称の位置（V3R、V4R、V5R、V6R）に付け替えて記録する（肢誘導の位置は変えない）。
また、右胸心の患者に除細動を行う場合には、除細動パッドを左右対称に反転して装着する必要がある。即ち、心尖部用パッドを左側胸部のかわりに右側胸部に、胸骨部用パッドを右前胸部のかわりに左前胸部に貼付する。